# Ligescourt

Ligescourt este o comună în departamentul Somme, Franța. În 1 ianuarie 2022 avea o populație de 222 de locuitori.